# Вольф, Этьен
Этьен Вольф (фр. Étienne Wolff, 1904—1996) — французский биолог, специалист в области экспериментальной и тератологической эмбриологии. Председатель Зоологического общества Франции (с 1958). Член Французской академии (кресло 24 (1963—1996)).

## Биография
Окончил Парижский Лицей Людовика Великого. Изучал литературу и философию в Сорбонне (1921), но затем заинтересовался естественными науки (1925—1928).
С 1931 года проводил исследования по экспериментальной тератологии и эмбриологии в лаборатории Страсбургского университета. В 1935 году исследовал роль половых гормонов в физиологической регуляции репродуктивной функции. Доктор наук с 1936 года.
С 1940 по 1945 год находился в немецком плену. После окончания Второй мировой войны стал профессором университета в Страсбурге. С 1955 года — профессор Коллеж де Франс, директор с 1965 г. Одновременно был директором Института экспериментальной эмбриологии и тератологии (CNRS).
В 1963 году стал членом Французской академии (кресло 24, в 1966 году — членом Национальной медицинской академии. С 1958 года был председателем Зоологического общества Франции.
Ассоциированный член Королевской академии Бельгии (1959), иностранный член Шведской королевской академии наук (1959), член-корреспондент Фармацевтической академии (1970), почётный доктор ряда зарубежных университетов. Член l’Académie des Quarante (Италия), Болонской академии наук (Италия) и нескольких других академий Франции (Бордо, Эльзас, Мец, Дижон, и др.). Президент Фонда Зингера-Полиньяка (1979—1984).

## Научная деятельность
Проводил исследования, главным образом, в области экспериментальной эмбриологии и онкологии.
Пионер в использовании высших позвоночных (куриных эмбрионов) в экспериментах.
Его основная работа включает в себя: с одной стороны, оригинальные научные публикации о экспериментальном производстве и биологии развития химер, половых изменениях, роли гормонов и индукторов в развитии, о факторах роста раковых заболеваний человека, культивируемых in vitro. Автор многих статей и книг по общим проблемам биологии и методологии в науке.
Описал механизмы негативного воздействия дрожжей на организм. В течение 37 месяцев культивировал злокачественную опухоль желудка в пробирке с раствором, в котором находился экстракт ферментирующих дрожжей. В это же время в течение 16 месяцев культивировалась в таких же условиях, вне связи с живой тканью, опухоль кишечника. В результате эксперимента выяснилось, что в таком растворе размер опухоли удваивался и утраивался в течение одной недели. Но как только из раствора удалялся экстракт, опухоль погибала. Отсюда был сделан вывод, что в экстракте дрожжей содержится вещество, стимулирующее рост раковых опухолей (газета «Известия»).

## Избранные публикации
- Thèses présentées à la Faculté des sciences de l’Université de Strasbourg pour obtenir le grade de docteur ès-sciences naturelles. 1re thèse : Les Bases de la tératogénèse expérimentale des vertébrés amniotes d’après les résultats de méthodes directes. 2e thèse : L'Évolution après l'éclosion des poulets mâles transformés en intersexués par l’hormone femelle injectée aux jeunes embryons (1936)
- Les Changements de sexe (1946)
- La Science des monstres (1948)
- Les Chemins de la vie (1963)
- La poésie funéraire épigraphique à Rome (1971)
- Les Pancrates, nos nouveaux maîtres (1975)
- Dialogues avec mes animaux familiers (1979)
- Trois pattes pour un canard (1990)

## Награды
- Великий офицер Ордена Почётного легиона
- Командор Ордена Искусств и литературы
- Командор Ордена «За заслуги»
- Командор Ордена Академических пальм